# Johann Georg Baiter
Johann Georg Baiter (Zurique, 31 de maio de 1801 — Zurique, 10 de outubro de 1877) foi um filólogo, crítico textual suíço.

## Biografia
Baiter recebeu sua educação primária em Zurique e em 1818 foi para a Universidade de Tübingen, mas por falta de fundos para se manter nos estudos foi obrigado a voltar para Zurique, onde durante vários anos trabalhou como professor particular. De 1824 a 1829 estudou em Munique, sob a orientação do filólogo Friedrich Thiersch; em Göttingen sob a direção do também filólogo Georg Ludolf Dissen; em Königsberg, sob a orientação de Christian August Lobeck. De 1833 a 1876, foi professor experiente (Oberlehrer) na escola secundária de Zurique, onde morreu.

## Obras
O ponto forte de Baiter era a crítica textual, principalmente aplicada a Cícero e aos dez oradores áticos; foi muito bem sucedido na consulta dos melhores manuscritos e suas compilações foram feitas com a maior precisão. A maioria de suas obras foram produzidas em colaboração com outros estudiosos, tais como Johann Caspar von Orelli, que o considerava seu braço direito. Em 1831 editou Panegírico de Isócrates; com Hermann Sauppe, Leocratea de Licurgo em 1834 e Oratores Atticae (1838-1850); com Orelli e Winckelmann, uma edição crítica de Platão (1839-1842), que marcou um avanço distinto no texto, dois novos manuscritos foram publicados com o auxílio de contribuições: com Orelli, Babrius, Fabellae Iambicae nuper repertae (1845); Isócrates, na coleção de clássicos Didot (1846).

## Colaboradores
Baiter tinha já há algum tempo se associada com Orelli em sua grande obra sobre Cícero, e ajudou no Ciceronis Scholiastae (1833) e Onomasticon Tullianum (1836-1838). Os Fasti Consulares e Triumphales são todos trabalhos próprios. Com Orelli e (após sua morte) Karl Felix Halm, Baiter ajudou na segunda edição de Cícero, e, com Karl Ludwig Kayser, editou o mesmo autor para a série Tauchnitz (1860-1869). Ele também publicou as novas edições de Tácito e Horácio, de Orelli. Vale a pena notar que, com Sauppe, ele traduziu Topografia de Atenas de William Martin Leake.